# Mutton Bird Island
Mutton Bird Island är en oregelbundet formad ö med en yta på 44 hektar i sydöstra Australien. Den högsta punkten är 40 meter över havsytan. Den utgör en del av Mutton Bird Island Group, ligger nära den södra änden av den sydvästra kusten av Tasmanien. Det är också en del av Southwest National Park, och därmed inom världsarvet Tasmaniens vildmark. Ön är obebodd.

## Fauna
Djurliv på ön inkluderar arter av sjöfågel och vadare som dvärgpingvin (3000 par), kortstjärtad lira, (530 000 par), ljushövdad valfågel (2500 par), grovnäbbad trut, silvermås och sotstrandskata. Reptiler som existerar inkluderar skinkar som Niveoscincus metallicus och Niveoscincus pretiosus.